# سسنا ۱۷۲
سسنا ۱۷۲ هواپیمای چهار نفره ساخت شرکت سسنا و جزء دسته‌بندی هواپیمای‌های تک موتوره پیستونی بال بالا و بال ثابت است. اولین پرواز این هواپیما در سال ۱۹۵۵ صورت پذیرفت و تولید آن هنوز هم ادامه دارد و تاکنون بیشتر از هر هواپیمای دیگری تولید شده‌است. تا سال ۲۰۱۵ بیش از ۴۳۰۰۰ هواپیمای سسنا ۱۷۲ تولید شده است.
به‌جز خلبان سه سرنشین دیگر ظرفیت دارد و سرعت گشت‌زنی آن ۲۲۶ کیلومتر در ساعت است.